# Слов'яни (Київ)
«Слов'яни» — клуб з американського футболу з Києва. Дворазовий чемпіон України . Неодноразовий призер. Один з самих старіших українських клубів.

## Історія
Команда була створена 20 вересня 1992 року під була названа «Ястреби». У 1995 році змінила на «Дестроєрс» (з англ. — Руйнівники). Поточна назва з листопада 1999 року в «Слов'яни». Першим тренером команди Юрій Черепівський.

## Досягнення
- Чемпіонат України (Суперліга 11×11)
  -  Чемпіон (2): 2004, 2007
  -  Срібний призер (4): 2000, 2001, 2002, 2003
  -  Срібний призер (3): 2008, 2010, 2015